# Antipathes plana
Antipathes plana är en korallart som beskrevs av Cooper 1909. Antipathes plana ingår i släktet Antipathes och familjen Antipathidae. Inga underarter finns listade i Catalogue of Life.